# إعسار (مالي)
الإعسار (بالإنجليزية: Insolvency) هو حالة المدين الذي تزيد ديونه على حقوقه، أي تربو ديونه على أمواله.

## أنواع
- الإعسار الفعلي: هو زيادة ديون المدين جميعها الحالة والمؤجلة على قيمة أمواله مثال ذلك: إذا كانت ديون الدائن الحالة (10) آلاف والمؤجلة (ألفين ريال) وأمواله (12) ألف ريال، في هذه الحالة يكون المدين معسر إعساراً فعلياً.
- الإعسار القانوني: هو حالة قانونية تنشأ من زيادة ديون المدين المستحقة الأداء على أمواله، فتلك الديون وحدها دون الديون المؤجلة هي التي تجيز شهر الإعسار، مثال على ذلك: إذا كانت ديون الدائن (12) ألف ريال وأمواله (10) آلاف كان المدين معسراً إعساراً قانونياً يبرر رفع دعوى شهر إعسار ضده.

## أهمية الإعسار المالي
تتمثل الأهمية الرئيسية للإعسار العملية في فشل الوسائل الأخرى، وينبثق من تلك الأهمية الرئيسية بعض الأهميات منها ما هو متعلق بالمدين ومنها ما يتعلق بالدائن.
بالنسبة للمدين لا ينتج عن شهر الإعسار بالضرورة حلول الدين المؤجل فللقاضي سلطة تقديرية في إبقاء الأجل الخاص بالدين المؤجل، وهناك أهمية أخرى بالنسبة لإعسار المدين وهي حقه في الحصول على نفقة من المال محل الحبس. وبالنسبة للدائن: كفل الإعسار له قدر كبير من الحماية فبمجرد تسجيل صحيفة دعوى إشهار الإعسار تبطل جميع تصرفات المدين على أمواله.

## شهر الإعسار

### الشروط المتطلبة لشهر الإعسار
- أن تكون أموا ل المدين غير كافية لوفاء ديونه المستحقة.
- أن شهر الإعسار يكون بمقتضى حكم قضائي بناءً على طلب أحد الدائنين أو المدين نفسه، مع مراعاة القاضي لظروف المدين قبل شهر إعساره.

### طلب شهر الإعسار
يتعين لشهر الإعسار أن طلبه من المحكمة المدين أو أحد دائنيه. والمدين قد تكون له مصلحة في طلب الإعسار ليدل على حسن نيته وليستفيد مما يوفر له نظام الإعسار من مزايا كنظرة إلى ميسرة في أداء ديونه الحالة والحصول على نفقة تقتطع من إيراده. والغالب أن يطلب أحد الدائنين شهر إعسار المدين وتتحقق مصلحة الدائنين في ذلك إذا خشي إلى الالتجاء إلى تبديد أمواله أو إخفائها أو اصطناع ديون صورية أو إذا خشي هذا الدائن أن يسارع غيره من الدائنين إلى أخذ اختصاصات على عقارات المدين فيتقدمون بها عليه في استيفاء حقوقهم.

### عبئ إثبات الإعسار
يقع عبء إثبات الإعسار على من يطلب شهر إعساره ويكون غالباً أحد الدائنين، ويمكن إثبات الإعسار بجميع الطرق لأن الإعسار واقعة مادية.

### سلطة المحكمة في شهر الإعسار
إذا توفر شرط الإعسار السابق ـ وهو بأن كانت أموال المدين لا تكفي للوفاء بديونه الحالة ـ إلا أنه ليس من الضروري مع ذلك أن تقضي المحكمة بشهر إعســار المدين بل إن لها سلطة تقديرية واسعة في ذلك.

## دعوى شهر الإعسار
هي عبارة عن دعوى يرفعها أحد الدائنين على المدين المعسر أو يطلبها المدين نفسه وقد ينتج عن هذه الدعوى حكم بشهر الإعسار.

### الهدف من دعوى الإعسار
- غل يد المدين عن التصرف بأمواله حتى لا يضر بالدائنين.
- منع أحد الدائنين من أخذ حق الاختصاص على عقارات المدين تمكنه من التقدم على سائر الآخرين.

### طرفا دعوى الإعسار
- المدعى عليه في دعوى الإعسار «المدين» وتعريفه: هو الذي عليه الوفاء في مواجهة الدائن.
- المدعي في دعوى الإعسار «الدائن» وتعريفه: هو من له الحق مطالبة المدين بأداء التزامه وله في ذلك مصالح شتى من هذه المصالح:
- الخشية من قيام المدين بتبديد أمواله أو إخفائها أو التصرف فيها للإضرار بحقوق دائنيه.
- الخشية من أن يبادر الدائنون الآخرون إلى أخذ اختصاص على عقارات المدين.
- قطع الطريق على المدين المعسر في شهر إعساره بسوء نية حتى يفوت على دائنيه الحصول على أمواله.

### إجراءات دعوى الإعسار
- السرعة في نظر الدعوى.
- طبيعة الحكم الصادر بشهر الإعسار والعلانية التي نظمها.

وهناك طريقتين لهذا الإعلان:
- طريق قلم كتاب المحكمة التي أصدرت الحكم بحيث يقوم كاتب المحكمة بفتح سجل خاص مرتب أبجدياً يحتوي على أسماء المعسرين
- طريقة قلم كتاب محكمة أكبر من المحكمة التي أصدرت الحكم بحيث ترسل لها صورة من الحكم لتسجيلها والتأشير عليها ويكون الغرض منها تنظيم سجل خاص مركزي وعام يستطيع الباحث إذا رجع إليه أن يعلم بحال المدين في أي موطن.

## الآثار التي تترتب على حالة الإعسار
- بالنسبة للمدين:
  - غل يد المدين المعسر عن التصرف بأمواله.
  - تعيين حارس على هذه الأموال ويعين المدين نفسه حارساً على أمواله المحجوز عليها إلا إذا اقتضت الضرورة بغير ذلك.
  - حلول الديون المؤجلة التي في ذمة المدين.
  - عدم اعتبار إقرار المدين بدين جديد.
  - عدم جواز الوفاء لأحد الدائنين.
  - قرر المشرع حماية للدائنين توقيع عقوبة التبديد على المدين إذا ارتكب عمل من أعمال الغش أو تعمد الإعسار أو اخفى أمواله أو اصطنع ديون صورية وكان غرضه الإضرار بدائنيه.
  - تعيين نفقة للمدين المحجور عليه«المعسر».
- بالنسبة للدائن:
  - حلول كل ما في ذمة المدين من ديون مؤجلة إذا حكم بشهر الإعسار عليه بحيث يستطيع الدائنون المؤجلة ديونهم من استيفاء حقوقهم في التنفيذ فوراً على أموال المدين.
  - لا يجوز الاحتجاج على الدائنين الذين لهم حقوق سابقة على تسجيل صحيفة دعوى الإعسار بأي اختصاص يقع على عقارات المدين بعد هذا التسجيل.
  - لا يحول شهر الإعسار دون اتخاذ الدائنين اجراءات فردية ضد المدين عكس الإفلاس فإن الإجراء الفردي لا يحقق شهر الإفلاس الذي يتطلب إجراء جماعي من الدائنين.

## انتهاء حالة الإعسار
تنتهي حالة الإعسار بطريقتين وينتج عنهما آثار واحدة وهي على النحو التالي:
- انتهاء حالة الإعسار بحكم قضائي: تنتهي حالة الإعسار بحكم قضائي تصدره المحكمة المختصة (وتكون المحكمة المختصة هي التي يتبعها موطن المدين متى زال السبب الذي شهر من أجله الإعسار ويتحقق ذلك في حالتين:
  - إذا أصبحت ديون المدين لا تزيد على أمواله.
  - إذا قام المدين بوفاء ديونه التي حلت دون أن يكون لشهر الإعسار أثر في حلولها.
- انتهاء حالة الإعسار بقوة القانون: تنتهي حالة الإعسار بعد انقضاء المدة المقررة في القانون والتي يعود بموجبها المدين للحالة التي كان عليها قبل طلب شهر الإعسار، وهنا تسقط حالة الإعسار حتى ولو كان السبب الذي أشهر الإعسار من أجله ما زال قائماً.

### ما يترتب على انتهائه
يترتب على انتهاء حالة الإعسار زوال آثاره التي ترتبت على شهره، وينبني على ذلك:
- استعادة المدين حق التصرف في أمواله بما فيها حالات التصرف في مواجهة دائنيه ويترتب على ذلك انتفاء عقوبة التبديد.
- لا يترتب على انتهاء حالة الإعسار بقوة القانون حرمان الدائنين من الطعن في تصرفات المدين بإحدى الوسائل الأخرى «وسائل حماية الضمان العام».
- يجوز للمدين بعد انتهاء حالة الإعسار أن يطلب تفعيل الآجال الخاصة بالديون المؤجلة بشرط أن يكون قد وفي ديونه التي حلت دون أن يكون لشهر الإعسار أثر في حلولها.